# Усолкино
Усолкино — деревня в Даниловском районе Ярославской области. Входит в состав Дмитриевского сельского поселения.

## География
Находится в северо-восточной части Ярославской области на расстоянии приблизительно 19 км на юг-юго-запад по прямой от железнодорожного вокзала города Данилова, административного центра района у трассы М-8.

## История
Деревня была отмечена еще на карте 1798 года. В 1859 году здесь (деревня Даниловского уезда Ярославской губернии) было учтено 17 дворов, в 1898 — 25.

## Население
Численность населения: 114 человек (1859 год), 4 (русские 100 %) в 2002 году, 3 в 2010.